# Sugar+
Sugar+是香港一座商業大廈，位於銅鑼灣糖街31號，樓高27層，於2021年落成，發展商是華潤創業建設投資。
Sugar+前身是樓高23層的怡景商業大廈和樓高22層的匯景商業中心。2017年，華潤集團以16.8億港元購入怡景商業大廈和匯景商業中心，呎價約2.7萬元。
2023年3月，Sugar+開業，租戶包括功德林上海素食、Quik D by Pacific Coffee、圍爐順德菜等的餐廳，並設有空中花園。

## 外部連結
- Sugar+ （页面存档备份，存于）
- Sugar+介紹 （页面存档备份，存于）